# HappinessCharge PreCure!
HappinessCharge PreCure! (ハピネスチャージプリキュア！, Hapinesu Chāji Purikyua!) est une série d'animation japonaise de type magical girl produite par la Tōei animation. C'est la onzième série de la franchise Pretty Cure créée par Izumi Todo, et célébrant le 10e anniversaire de la franchise. Elle a été diffusée le 2 février 2014 au 25 janvier 2015, succédant à Dokidoki! PreCure. Le titre du logo révèle que le thème de la série tournera sur la danse et la mode.

## Synopsis
Le monde est submergé ! L'Empire Fantôme veut détruire tous les bons sentiments et plonger l'univers dans une aura de haine, de tristesse et de désespoir! 
Heureusement Blue, le Dieu de la Terre, a permis à de jeunes filles de devenir des Precures, combattantes de la lumière et de la bonté, elles vont se battre contre les généraux de l'Empire Fantôme au travers du monde dans un conflit d'envergure mondiale où les Precures se battent contre les Saiark, condensés de haine et de désespoir.
Mais les Precures cèdent peu à peu du terrain, notamment à Pigarikora, une petite ville japonaise où Cure Princess se bat avec l'énergie du désespoir malgré ses nombreuses défaites et sa phobie des Saiark. Habitant à l'ambassade du Royaume de Blue Sky, la jeune princesse désespère car non seulement elle n'arrive pas à enrayer l'invasion mais aussi car c'est elle qui a ouvert la boite qui renfermait tous les généraux de l'Empire et ainsi mené le royaume de Blue Sky à sa perte. Blue la réconforte et l'envoie chercher une nouvelle ami, Aino Megumi, une jeune fille pleine d'entrain qui supporte les Precures. Grâce à Blue elle va devenir un ePrecure sous le nom de Cure Lovely et la partenaire de Princess. Leurs aventures vont les mener à rencontrer d'autres Precures qui vont rejoindre leur équipe telles que Cure Honey et Cure Fortune. Malheureusement une nouvelle ombre s'étend sur le monde: Un curieux personnage au service de l'Empire vient d'apparaitre et décime les Precures sous le nom de Precure Hunter (littéralement chasseur de Precures)…

## Personnages

### HappinessCharge PreCures
Megumi Aino (愛乃 めぐみ, Aino Megumi) / Cure Lovely (キュアラブリー, Kyua Raburī)
Voix japonaise : Megumi Nakajima
Megumi est une jeune fille enjouée qui aime aider les autres en se moquant de ce qui peut lui arriver et peut parfois se montrer maladroite. Elle aime beaucoup les PreCures. Elle n'a pas confiance en son sens de la mode et n'ose pas trop porter des vêtements mignons. Hime va l'aider à changer. Sa phrase favorite est: "Laissez moi faire!". Quand elle se transforme, elle devient Cure Lovely . Elle est amoureuse de Blue .
Sa phrase d'introduction est : " Le grand amour qui se répand sur le monde, Cure Lovely ! "
Hime Shirayuki (白雪 ひめ, Shirayuki Hime) / Cure Princess (キュアプリンセス, Kyua Purinsesu)
Voix japonaise : Megumi Han
Himelda dit Hime est l'unique héritière du royaume Bluesky. C'est une jeune fille plutôt timide et qui a peur d'aller de l'avant. Ce sera la première PreCure que l'on voit se battre contre les sbires de l'empire Illusion. Hime manque de courage et a souvent peur de faire face à l'ennemi malgré sa bonne volonté. Elle est souvent sauvée de justesse par Cure Fortune à cause de ses défaites. Blue va demander à Hime de trouver la prochaine PreCure avec qui elle pourra être amie et combattre à ses côtés qui sera Megumi soit Cure Lovely. Hime a un excellent sens de la mode. Elle deviendra la maîtresse de Aino pour lui enseigner son savoir et aura sa première et grande amitié avec elle. Quand elle se transforme, elle devient Cure Princess.
Sa phrase d'introduction est : " Le vent bleu qui danse dans le ciel, Cure Princess ! "
Yuko Omori (大森 ゆうこ, Ōmori Yūko) / Cure Honey (キュアハニー, Kyua Hāni)
Voix japonaise : Rina Kitagawa
Yuko est une amie proche de Megumi. Elle aime aussi les PreCures. Megumi la surnomme "Yuu-Yuu". Elle gère un magasin avec ses parents. Elle transforme en Cure Honey, une PreCure Chanteuse. Elle se joint au HappinessCharge PreCures depuis l'épisode 11.
Sa phrase d'introduction est : " La lumière de la vie qui prospère sur la terre, Cure Honey ! "
Iona Hikawa (氷川 いおな, Hikawa Iona) / Cure Fortune (キュアフォーチュン, Kyua Fōchun)
Voix japonaise : Haruka Tomatsu
Iona est Cure Fortune, une PreCure sérieuse et solitaire dans sa mission en tant que PreCure. Elle sauve souvent Hime de justesse face aux sbires de l'empire Illusion. Il semble qu'elle soit liée à l'invasion de l'empire Illusion avec Cure Princess: elle ne peut pas lui pardonner parce que ce serait sa faute si l'empire Illusion aurait envahi le royaume Bluesky. Après sa défaite contre Phantom, elle s'excuse à Hime de tous haïr et a reçu tous les PreCartes que Megumi, Hime et Yuko a collecté. Elle devient la nouvelle Cure Fortune et se joint au HappinessCharge PreCures depuis l'épisode 23.
Sa phrase d'introduction est : " L'étoile de l'espoir qui illumine le ciel de nuit, Cure Fortune ! "

### Autres Pretty Cures
Maria Hikawa (氷川 まりあ, Hikawa Maria) / Cure Tender (キュアテンダー, Kyua Tendā)
Voix japonaise : Sanae Kobayashi
Maria est la sœur d'Iona.
BomberGirls PreCures (ボンバーガールズプリキュア, BonbāGāruzu PuriKyua)
Les PreCures américaines.
Merci PreCures (メルシィプリキュア, Merushī PuriKyua)
Voix japonaise : Asami Yano (Cure Art)
Les PreCures formée de Cure Art (キュアアール, Kyua Āru) et les autres PreCures française .
WonderfulNet PreCures (ワンダフルネットプリキュア, WandafuruNetto PuriKyua)
Les PreCures indiennes.
Aloha PreCures (アロ～ハプリキュア, Arōha PuriKyua)
Voix japonaise : Sayaka Nakaya (Orina) et Hitomi Yoshida (Ohana)
Les PreCures hawaïennes composée des jumelles, Cure Wave (キュアウェーブ, Kyua Wēbu) et Cure Sunset (キュアサンセット, Kyua Sansetto).
Cure Nile (キュアナイル, Kyua Nairu) et les Restes des PreCures
Les PreCures des autres pays. Elles ont perdu contre Phantom et enfermé dans le miroir. Elles sont libérées par Mirage qui est redevenu normal.

### Royaume Bluesky
Ribbon (リボン, Ribon)
Voix japonaise : Naoko Matsui
Ribbon est la fée, partenaire de Cure Lovely, Cure Princess et Cure Honey.
Blue (ブルー, Burū)
Voix japonaise : Shōma Yamamoto
Blue est Dieu . Il est amoureux de Mirage et l'embrassera dans l'épisode 44 ce qui rendra triste Megumi.
Glasan (ぐらさん, Gurasan)
Voix japonaise : Miyuki Kobori
Glasan est la fée, partenaire d'Iona.

### Empire Phantom
Deep Mirror (ディープミラー, Dīpu Mirā) / Red (レッド, Reddo)
Voix japonaise : Kazuhiko Inoue
Deep Mirror est l'antagoniste principal de la série. On découvre par la suite que c'est Red, le frère de Blue et qu'il veut se venger de son frère
Queen Mirage (クイーン・ミラージュ, Kuīn Mirāju) / Cure Mirage (キュアミラージュ, Kyua Mirāju)
Voix japonaise : Mariko Kouda
Queen Mirage est la reine de l'empire Phantom. Pour elle, l'amour, le courage, la gentillesse et le bonheur sont des illusions car elle était amoureuse de Blue mais comme il est Dieu et qu'il n'a donc pas le droit d'aimer cela l'a rendu très malheureuse et est devenue Queen Mirage . Elle veut faire tomber le monde dans la tristesse et lui apporter un misérable future en se débarrassant des PreCures . 300 ans avant, elle était Cure Mirage mais grâce aux Happiness Charge Precure, elle retrouve le gout de vivre et finit par se marier avec Blue
Phantom (ファントム, Fantomu)
Voix japonaise : Hirofumi Nojima
Phantom est un général de l'empire Phantom. Il enferme les PreCures du monde entier. Il est connu sous le nom de PreCures Hunter. Dans l'épisode 41, la véritable identité de Phantom est révélée, il est Phanphan (ファンファン, Fanfan), la fée partenaire de Cure Mirage. Par la suite, il aidera Cure Honey dans le restaurant de sa famille. Phantom est un homme aux cheveux rouges coupés court. Il est habillé d'un long manteau blanc et possède un sabre rouge accroché dans son dos
Namakelder (ナマケルダ, Namakeruda)
Voix japonaise : Tetsuo Kanao
Namakelda est un général de l'Empire Phantom. C'est d'ailleurs le premier qui apparaît. Il représente la paresse. Les Saiarks qu'il invoque créent des moisissures blanches. Il porte un chapeau haut-de-forme noir sur ses longs cheveux blonds. Il est habillé d'un grand manteau vert et porte toujours une canne. Il est guéri comme les autres dans l'épisode: "Le dernier combat des trois généraux". On apprend qu'il est devenu un des généraux de l'Empire après une dépression amoureuse.
Hosshiwa (ホッシーワ, Hosshīwa)
Voix japonaise : Akemi Okamura
Hosshiwa est une des générales de l'Empire Phantom . Elle représente la gourmandise et l'égoïsme. C'est la rivale de Cure Honey. Les Saiarks qu'elle crée font apparaître des gâteaux et des friandises. Elle porte un chapeau rose sur ses cheveux bleu-gris et une robe rose et rouge. Elle a toujours une ombrelle avec elle. Elle guérit comme les autres généraux dans l'épisode "Le dernier combat des trois généraux". Elle devient instructrice .
Olesky (オレスキー, Oresukī)
Voix japonaise : Takehito Koyasu
Oresky est le troisième général de l'Empire Phantom. Il représente l'égocentrisme. Il est habillé en militaire avec un uniforme orange et a une médaille sur le torse. Les Saiarks qu'il invoque crée des No man's land. Il est guéri dans le même épisode que les autres généraux. Il aide une grand-mère dans le dernier épisode
Saiark (サイアーク, Saiāku)
Voix japonaise : Takuya Masumoto
Les Saiarks sont des créatures du désespoir issues de personnes enfermées dans des miroirs par des généraux de l'Empire. On peut les détruire en détruisant et en libérant la personne enfermée dans le miroir.
Choiarks (チョイアーク, Choiāku)
Les Choiarks sont les ennemis basiques de la série. Ils ressemblent aux Saiarks en version plus petite. Ils sont aussi plus faible et servent souvent de première ligne et d'infanterie pour l'Empire.

### Autres
Seiji Segara (相楽 誠司, Segara Seiji)
Voix japonaise : Ryōsuke Kanemoto
Seiji est le voisin de Megumi. Il est le premier à démasquer les HappinessCharge PreCures. Et après, il aide les HappinessCharge PreCures où se trouve le Saiark et les Choiarks. Seiji est Karateka et il peut battre quelques Choiarks . Il est amoureux de Megumi et est jaloux de Blue car Megumi l'aime .
Miyo Masuko (増子 美代, Masuko Miyo)
Voix japonaise : Sachiko Kojima
Miyo est la journaliste de l'émission PreCure Weekly. Elle est la deuxième à démasquer les HappinessCharge PreCures. Elle présente les nouvelles et encourage les PreCures du monde entier.
Mao Segara (相楽 真央, Segara Mao)
Voix japonaise : Yayoi Sugaya
Mao est la petite sœur de Seiji. Elle a été changée 2 fois en Saiark.

## Anime

### Série télévisée

#### Musiques
| Opening  | Opening                       | Opening       | Ending   | Ending         | Ending         |
| Épisodes | Titre                         | Artiste       | Épisodes | Titre          | Artiste        |
| -------- | ----------------------------- | ------------- | -------- | -------------- | -------------- |
| Tous     | HappinessCharge PreCure! WOW! | Sayaka Nakaya | 1 - 26   | Precure Memory | Hitomi Yoshida |
| Tous     | HappinessCharge PreCure! WOW! | Sayaka Nakaya | 27 - 49  | Party Has Come | Hitomi Yoshida |

### Films d'animation

#### PreCure All Stars New Stage 3
Ce film est sorti le 15 mars 2014. Dernier film de la Trilogie New Stage.

#### HappinessCharge PreCure! Le film: La Ballerine du Pays des Poupées
Ce film est sorti le 11 octobre 2014.